# Cantó d'Autariba
El cantó d'Auterive és un cantó francès del departament de l'Alta Garona, a la regió d'Occitània. Està inclòs al districte de Muret, està format per 11 municipis i el cap cantonal és Autariba.

## Municipis
- Autariba
- Aurivalh
- Bèumont de Lesa
- La Bruguièra Dorçan
- Grepiac
- La Gràcia de Dieu
- Moressac
- Miramont
- Puègdanièl
- Venèrca
- Vernet